# Circondario dei Coriacchi
Il circondario autonomo dei Coriacchi (in russo Корякский автономный округ?, Korjakskij avtonomnyj okrug), chiamato anche Coriacchia o Coriachia (in russo Корякия?, Korjakija), è un ex circondario autonomo della Russia. Nel 2007 ha perso lo status di soggetto federale ed è stato sostituito dal circondario dei Coriacchi (in russo Корякский округ?, Korjakskij okrug; in coriaco Чав’чываокруг, Čawčyvaokrug), entità amministrativo-territoriale con status speciale facente parte del Kraj di Kamčatka. Ha una superficie di 301.500 km² e una popolazione di 17 581 abitanti (2014), alcuni dei quali appartenenti al gruppo etnico dei Coriacchi.
Capoluogo del circondario è Palana.